# نیمودلین
نیمودلین (لهستانی: Niemodlin؛ ‏[ɲeˈmɔdlʲin]) شهرکی در شهرستان اوپوله در لهستان است که در ۶٬۳۱۵ نفر جمعیت دارد. (آمار سال ۲۰۱۹)
نخستین باری که نام این منطقه مسکونی در اسناد ثبت شده سال ۱۲۲۴ میلادی است و از سال ۱۲۸۳ امتیاز شهری دارد.